# 残念な夫。
『残念な夫。』 （ざんねんなおっと）は、2015年1月14日から3月25日まで毎週水曜日22:00 - 22:54に、フジテレビ系の「水曜10時」枠で放送された日本のテレビドラマ。主演は玉木宏。
放送当時に社会問題となっていた、夫婦円満だった家族が出産をきっかけに関係に亀裂が入り、離婚にまで発展することもある「産後危機」と呼ばれる現象をテーマとし、父親らしい進歩がなく家族からも疎遠になってしまう夫が、「理想の夫」を取り戻すまでの姿をコメディータッチで描くホームドラマである。

## あらすじ
陽一と知里は結婚して円満な家庭を築いていたが、華が産まれてから夫婦の間に亀裂が生じ、離婚危機にまで発展する。陽一は、上司の細井や顧客の須藤のアドバイスを得ながら、かつての円満な家庭を取り戻そうと奮闘する。知里も、ママ友の美和子や由衣のアドバイスや交友などで様々なことを学ぶ。陽一と知里は親として少しずつ成長しながら円満な夫婦生活を取り戻しつつあったが、頼まれると断れない陽一の性格のせいもあり、離婚調停にまで突入してしまう。

## キャスト

### 榛野家
榛野 陽一（はるの よういち）〈34〉
演 - 玉木宏
知里の夫。LUCHTA HOME開発部設計課課長代理の一級建築士。バスケットボールが好きで家にNBAのグッズがたくさんある。優柔不断で頼みを断れない性格。部下や他人が困っているときには躊躇なく助けるが、家庭内では家事は妻任せで育児にも消極的だった。しかし的外れや空回りも多いが、育児にも協力する努力を見せる。女手一つで育てられたため、妻には家にいてほしいと思っている。同僚の大石の強引なデートの誘いが断れず、また酔った際の浮気疑惑で離婚の危機に陥るが、最終話で離婚を回避する。
榛野 知里（はるの ちさと）〈28〉
演 - 倉科カナ
陽一の妻。華が産まれてからは夫との甘い結婚生活がなくなり、育児や家庭のことで以前よりも喧嘩が増える。元気のいい性格で面倒見がよく、ママ友も多い。元インテリアデザイナーで、新潟県小千谷市に実家がある。陽一の浮気疑惑と子供への無関心さから離婚を切り出すが、最終話で陽一の真剣な想いを受け止める。
榛野 華（はるの はな）〈0〉
演 - 小林美友、小林莉緒
陽一と知里の娘。
榛野 明美〈58〉
演 - 浅田美代子
陽一の母。女手一つで三人の子供を育てた。陽一夫婦と華のことを気にかけ、家を訪問したり助言をする。料理が得意でよく作って持ってくる。男勝りでお節介な性格。
牧田 仁輔〈66〉
演 - 石倉三郎
知里の父。越後訛り丸だしで話す。しばしば上京し手土産を携えて陽一夫婦の家に来る。冷静で中立的な性格で、浮気疑惑で離婚の危機に陥った娘夫婦の間に入る。
牧田　京子
演 - 角替和枝
知里の母。

### 細井家
細井 茂〈50〉
演 - 岸谷五朗
美和子の夫。LUCHTA HOME営業部部長。妻や娘には空気のような存在に扱われ、家庭内の立場を完全に無くしている。会社ではよく陽一と行動を共にし、仕事や家庭での悩みを共有する。家ではあまり役割を感じられないが、陽一にとっては頼りになる存在。
しかし娘の美香が妻の美和子と進路を巡って衝突し、美和子がお手上げになってしまったのを機に美香と向き合うようになる。
細井 美和子〈46〉
演 - 大塚寧々
茂の妻。雑貨ショップでパートで働いている。娘の美香には大学に進学して安定した道を進んでほしいと思っていたため、ピアニストになりたいという夢に難色を示していた。そのため進路を巡って衝突したが、最終話で音楽の道に進みたいという美香の決意を受け入れる。
細井 美香〈17〉
演 - 生田絵梨花（乃木坂46）
茂と美和子の娘。プロのピアニストになることを夢見ているが、大学進学を望む美和子を気にして言えずに、進路を巡って美和子と衝突することもあった。意志が強く、ピアノバーや老人ホームでピアノを演奏するバイトやボランティアをしていた。横浜のピアノコンクールで8位になり、自分の実力を思い知った上で、それでも諦めず音楽の道に進むと決めた。

### 須藤家
須藤 俊也〈34〉
演 - 黒木啓司（EXILE）
由衣の夫。LUCHTA HOMEの顧客でシステムエンジニア。外では優しい夫を演じるが、家では妻に暴力を繰り返していた。厳しい家庭に育ち、幼い頃から週に7つの習い事をさせられていたことから、息子の優斗にも同じように教育しようとしていた。暴力が原因で妻が家を出て以来、心療内科に通院している。しばらくは別居し、週末に1日家族と一緒に過ごすことになった。エピローグでは、優斗と穏やかな表情で公園でキャッチボールを楽しみ、「パパの決めたようにやらなくていい」と優しく語っていた。
須藤 由衣〈30〉
演 - 高橋メアリージュン
俊也の妻。陽一の大学時代の元彼女。俊也とは反対に、のびのびと育てたいと思っているがなかなか言えずにいた。その後、俊也の暴力行為が原因で離婚を考えていたが、俊也から束縛したことを謝罪され、精神的に安定したことで和解した。
須藤 優斗〈6〉
演 - 高村佳偉人
俊也と由衣の息子。母親思いの性格。

### LUCHTA HOME
浜中 遼〈26〉
演 - 林遣都
開発部設計課。陽一の大学の後輩で、愛妻家の陽一に憧れている。まっすぐな性格。かおりに気がある。
大石 かおり〈38〉
演 - 笛木優子
営業部。バツイチで、関西支社から異動してきた。ことあるごとに陽一を誘惑し、自分の物にすると宣言する。自信家。バスケが好き。
渡辺 聡〈29〉
演 - 末原拓馬
開発部設計課。陽一に借金を申し込んだのち金を持って一時行方をくらますが、借用書を書いて陽一に謝罪する。
久保 恵子
演 - 陽菜えみる

### 知里のママ友
森田 真紀
演 - 竹内彩香
森田 沙耶
演 - 柿本藍里

### その他
向井 和之
演 - 田中圭
知里の元彼氏。友人の結婚式に出席した時に、久しぶりに知里と再会する。知里のことを心配している。
桐島 楓
演 - 西原亜希
知里の友人。さばさばした性格で面倒見がいい。物事をはっきり言うタイプ。
謎の男（月島 博）
演 - 温水洋一
陽一と茂が通うスーパー銭湯の常連客。第9話で名前が判明する。月島出身の離婚調停委員で、陽一と知里の離婚調停を担当した。
坂野 賢一（さかの けんいち）
演 - ダンディ坂野
ありのまま党党首。現在選挙活動中。浮気疑惑をかけられる。
久保田 航〈19〉
演 - 森下大地
美香のアルバイト先の、ピアノバーの店員。
権田原 剛
演 - 渡辺哲
第4話に登場。建材会社社長。
近藤 江梨子
演 - 堀内敬子
第5話に登場。知里が以前に勤務していたインテリアデザイン会社の先輩。ハキハキとしていて仕事に厳しい。
田中直子
演 - 須藤理彩
第9話と最終話に登場。離婚調停委員。
NBA選手のフィギュアの声（最終話）
- デリック・ローズ - 野沢雅子
- ブレイク・グリフィン - 古谷徹
- コービー・ブライアント - 草尾毅
- ケビン・デュラント - 中井和哉

## スタッフ
- 脚本 - 山崎宇子、阿相クミコ
- 音楽 - 横山克
- 演出 - 西坂瑞城、宮木正悟
- 主題歌 - ユニコーン「はいYES!」（Ki/oon Music）[8]
- サウンドデザイン - 近藤隆史
- 特殊造形 - 江川悦子
- フードコーディネータ - 住川啓子
- 住宅設計監修 - 田湖博
- 方言指導 - 佐田明
- プロデュース - 小原一隆
- ラインプロデュース - 羽鳥秋乃
- 制作著作 - フジテレビドラマ制作センター

## 放送日程
| 各話                                                      | 放送日  | サブタイトル                                      | 脚本       | 演出     | 視聴率 |
| --------------------------------------------------------- | ------- | ------------------------------------------------- | ---------- | -------- | ------ |
| 第1話                                                     | 1月14日 | ○○する夫、こんな夫は嫌だ!                         | 山崎宇子   | 西坂瑞城 | 9.4%   |
| 第2話                                                     | 1月21日 | 夫、初めての××                                    | 山崎宇子   | 西坂瑞城 | 8.0%   |
| 第3話                                                     | 1月28日 | 迷惑なイクメン                                    | 山崎宇子   | 宮木正悟 | 7.4%   |
| 第4話                                                     | 2月04日 | 夫仕事で、妻家出                                  | 山崎宇子   | 宮木正悟 | 7.6%   |
| 第5話                                                     | 2月11日 | ワーキング・ママ 〜妻仕事、夫小言で、もめごとに〜 | 阿相クミコ | 西坂瑞城 | 6.3%   |
| 第6話                                                     | 2月18日 | ママ友が元カノ!                                   | 山崎宇子   | 菊川 誠  | 7.7%   |
| 第7話                                                     | 2月25日 | セックスレス                                      | 阿相クミコ | 宮木正悟 | 6.8%   |
| 第8話                                                     | 3月04日 | 離婚                                              | 山崎宇子   | 品田俊介 | 8.5%   |
| 第9話                                                     | 3月18日 | 離婚調停                                          | 阿相クミコ | 宮木正悟 | 7.6%   |
| 第10話                                                    | 3月25日 | ありがとう                                        | 山崎宇子   | 西坂瑞城 | 7.0%   |
| 平均視聴率 7.7%（視聴率は関東地区、ビデオリサーチ社調べ） |         |                                                   |            |          |        |